# Gossypibom

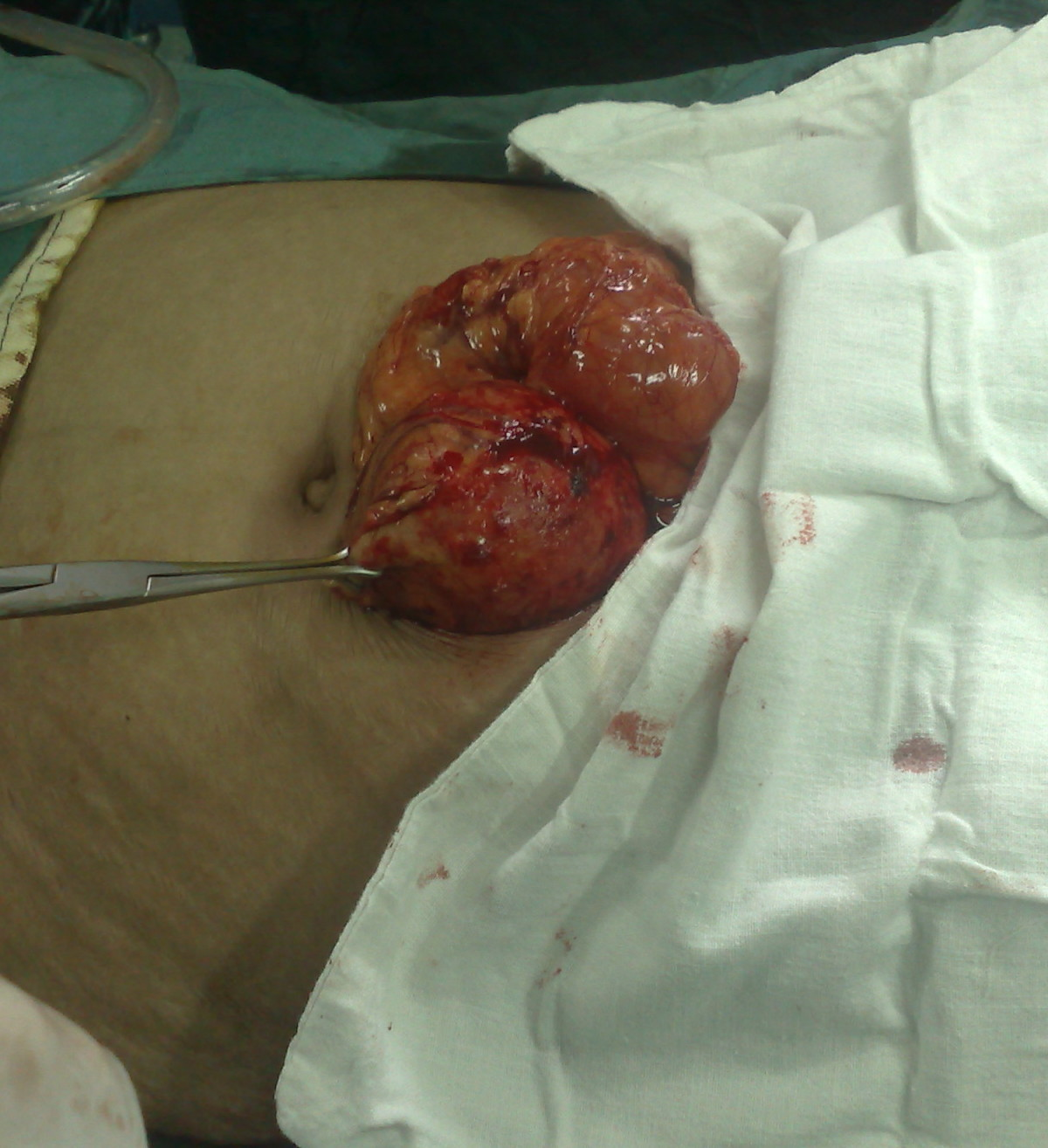
Ein Gossypibom per Mini-Laparotomie entfernt, gehalten von einer Klammer.

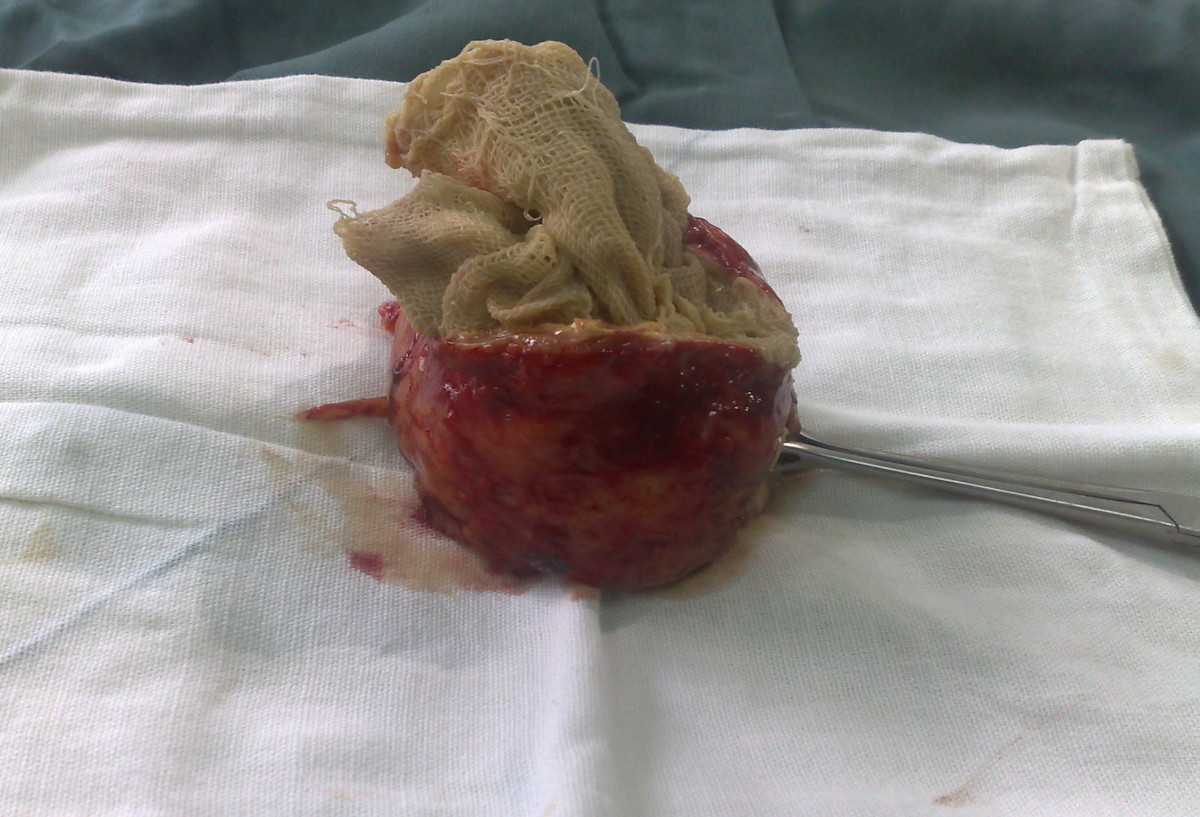
Das isolierte Gossypibom.

Als Gossypibom wird in medizinischen Fachkreisen ein zurückgelassener Fremdkörper aus Baumwolle nach chirurgischen Eingriffen bezeichnet.
Der Ausdruck Gossypibom setzt sich zusammen aus „gossypium“ (lateinisch: Baumwolle) und „boma“ (Swahili: Versteck). Zurückgelassene Fremdkörper aus Baumwolle (oder anderen Materialien) gelten als seltene Komplikation nach chirurgischen Eingriffen. Im Körper des Patienten lösen Gossypibome in den meisten Fällen Fremdkörperreaktionen aus.